# José C. Paz (Argentina)
José Clemente Paz è una città dell'Argentina, situata nella provincia di Buenos Aires. È uno dei principali centri dell'area occidentale della conurbazione della Grande Buenos Aires.

## Geografia
José C. Paz è situata a 44 km ad ovest del centro di Buenos Aires.

## Cultura

### Istruzione

#### Musei
- Museo Storico Altube

## Infrastrutture e trasporti

### Ferrovie
José C. Paz è servita da una propria stazione ferroviaria posta lungo la linea suburbana San Martín che unisce Buenos Aires con le località della parte nord-occidentale dell'area metropolitana bonaerense.